# Корнилов, Александр Александрович (невропатолог)
Алекса́ндр Алекса́ндрович Корни́лов (1855—1926) — русский учёный, невропатолог, профессор Московского и Самарского университетов.

## Биография
Происходил из дворян: его дед был мастером Императорского фарфорового завода. Родился он 22 марта (3 апреля) 1855 года в семье помощника бухгалтера строительной конторы Императорского двора в Санкт-Петербурге.
После окончания Смольненской гимназии (1873) учился в Медико-хирургической академии (1873—1875), а затем в Тюбингенском университете. С 1877 года начал учиться на 2-м курсе медицинского факультета Московского университета. Окончил его в мае 1881 года со степенью лекаря и золотой медалью за сочинение «Трофические расстройства вследствие повреждения нервной системы». Некоторое время работал помощником прозектора на кафедре физиологии.
С 1883 года он стал работать ординатором клиники нервных болезней у профессора А. Я. Кожевникова, а через три года — старшим врачом бахрушинской больницы, где прослужил до 1897 года.
С 1895 года — приват-доцент Московского университета и доктор медицины. С августа 1911 до марта 1917 года он был сверхштатным экстраординарным профессором по кафедре систематического и клинического учения о нервных и душевных болезнях. Кроме этого в 1912—1917 годах он заведовал нервной клиникой при Екатерининской больнице. 
В марте 1917 был уволен из Московского университета, выехал в Казань, с 1920 жил в Самаре, где стал профессором по кафедре нервных болезней в Самарском университете, организовал и возглавил Самарский физиатрический институт, где проработал до дня своей смерти 21 июля 1926 года.
Его фамилия значится в названии формы реакции при поражении пирамидных путей — симптом Жуковского-Корнилова.